# 질 분비물
질 분비물(영어: vaginal discharge) 또는 질액(膣液)은 여성의 질에서 분비되는 체액의 일종이다. 여성이 성관계나 자위행위, 또는 간접적인 자극으로 인하여 성적으로 흥분하거나 오르가슴을 느끼게 되면 질내에서 분비도 하나, 질액분비가 반드시 성적 흥분 상태를 의미하진 않는다. 예로 초경을 시작할 때나 소변을 볼 때 나오는 경우가 있다. 질 내부는 비각질중층편평상피로 항상 수분을 머금고 있다. 질액은 물리적 자극을 받으면 질벽을 보호하기 위해 분비되는 액체로 투명한 빛깔을 띠며 점성을 가지고 있다. 질액은 투명한 점액질이나 냉 또는 질염 때문에 불투명해지기도 한다.
애액(愛液)이라고 부르기도 한다.
질의 내부를 미끄럽게 함으로써 성교 시 음경이 삽입되면서 수반될 수 있는 통증을 완화시킨다.

## 정상 분비물

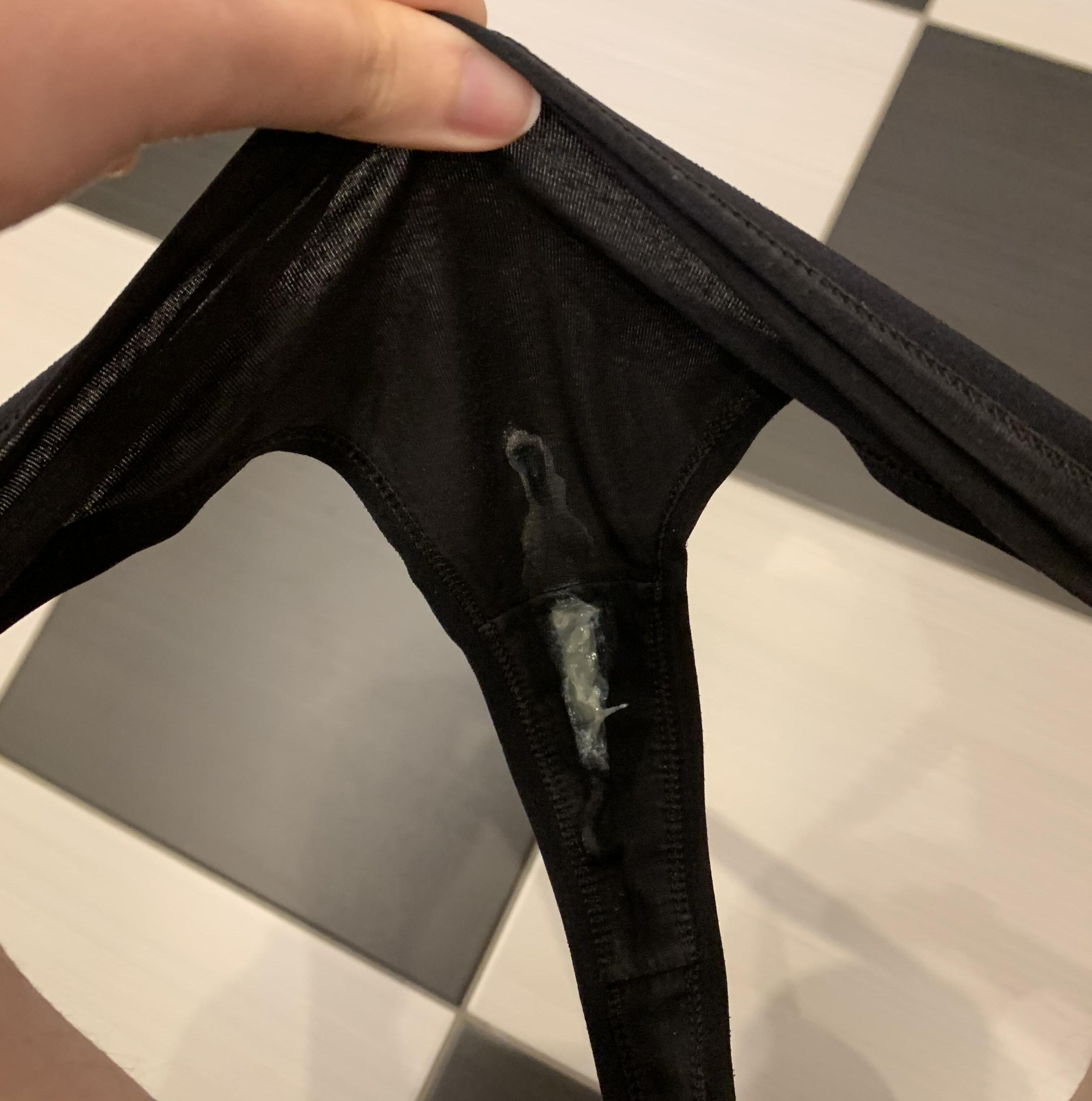
배란기 근처의 늘어지는 분비물

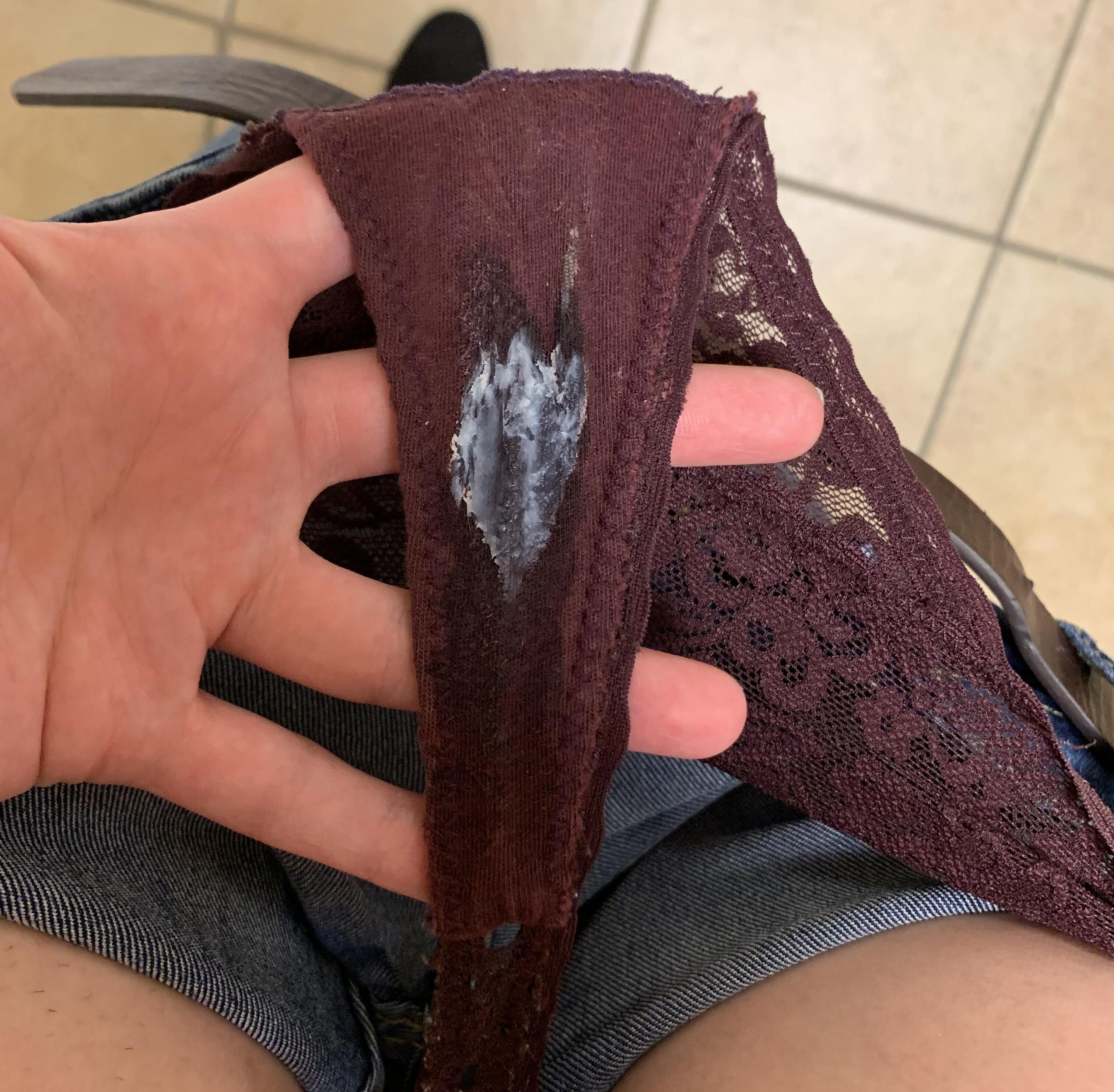
월경 근처에 진한 분비물

## 같이 보기
- 오로(惡露, lochia) - 이슬이라고도 함
- 쿠퍼액
- 성교
- 질
- 자궁경부 점액 과다 분비
- 질 윤활제
- 러브젤
- 여성 사정

## 참고 문헌
- 이 문서에는 다음커뮤니케이션(현 카카오)에서 GFDL 또는 CC-SA 라이선스로 배포한 글로벌 세계대백과사전의 내용을 기초로 작성된 글이 포함되어 있습니다.